# Peter van Dreux (graaf)
Peter van Dreux (circa 1298 - 3 november 1345) was van 1331 tot aan zijn dood graaf van Dreux en Braine. Hij behoorde tot het huis Dreux-Bretagne.

## Levensloop
Peter was de derde zoon van graaf Jan II van Dreux en diens eerste echtgenote Johanna van Montpensier, dochter van heer Humbert II van Montpensier. Na de dood van zijn oudere broers Robert V in 1329 en Jan III in 1331 werd hij graaf van Dreux en Braine en heer van Montpensier, Aigueperse, Herment, Château-du-Loir, Saint-Valery, Gamaches, Ault, Dommart, Bernarville en Saint-Maurice.
Hij nam deel aan de oorlog van koning Filips VI van Frankrijk tegen het graafschap Vlaanderen, die in 1328 culmineerde tot de Slag bij Kassel. 
In 1341 huwde hij met Isabella van Melun (overleden in 1389), vrouwe van Houdan en dochter van burggraaf Jan I van Melun. Ze kregen een dochter Johanna I (1345-1346).
In 1345 stierf Peter, waarna hij als graaf van Dreux werd opgevolgd door zijn enkele maanden oude dochter Johanna I. Die stierf al een jaar nadien, waarna het graafschap Dreux geërfd werd door Peters halfzus Johanna II. Johanna was gehuwd met burggraaf Lodewijk van Thouars, waardoor het graafschap Dreux uiteindelijk in handen kwam van het huis Thouars.